# Doro
 Ikke at forveksle med Doro Pesch.
 For alternative betydninger, se Doro (flertydig). (Se også artikler, som begynder med Doro)
Doro AB er en børsnoteret svensk virksomhed, der fremstiller telekommunikations-produkter og software målrettet ældre mennesker. Virksomheden, der har hovedkvarter i Lund, blev grundlagt i 1974. 
Doro lancerede i 2007 sin første enkle mobiltelefon og er i dag global markedleder i denne kategori[kilde mangler]. Doros produkter og løsninger sælges i over 30 lande og består bl.a. af mobiltelefoner, smartphones, apps og software, fastnettelefoni, telecare og mobilsundhed. Virksomheden har modtaget flere internationale priser og udmærkelser for produktdesign og innovationer. I 2014 omsatte Doro for 1.277 millioner SEK (135 millioner EUR). Virksomheden er noteret på OMX Stockholm.
Doros modeller omfatter blandt andre smartphonen Doro Liberto 820, de moderne klaptelefoner Doro PhoneEasy 624 og Doro PhoneEasy 632 samt den robuste, IP54-klassificerede kameramobil Doro PhoneEasy  530X.